# Grand Prix (tennis)
Il Grand Prix è stato un circuito di tornei di tennis professionistici maschili disputatosi dal 1970 al 1989, periodo durante il quale è coesistito con un circuito rivale, il World Championship Tennis (WCT). I due circuiti si fusero nel 1978 per poi separarsi nuovamente dal 1982 al 1984, prima della definitiva fusione del 1985.

## Storia

### Contesto
I tennisti professionisti più famosi, durante l'era pre-Open, stipulavano contratti con impresari per disputare tornei: infatti giocatori come Suzanne Lenglen e Vincent Richards erano stati ingaggiati da Charles C. Pyle per dei tornei in Nord America. Coloro che erano sotto contaratto erano controllati dai promoter e non avevano possibilità di scegliere i tornei ai quali partecipare, i dilettanti invece seguivano la propria federazione o quella internazionale. Per esempio, nel 1939, il presidente della federazione australiana vietò ai propri giocatori di partecipare a Wimbledon per preparare adeguatamente la Coppa Davis.
Nel 1967 erano presenti alcuni giocatori ancora indipendenti come Lewis Hoad, Luis Ayala e Owen Davidson, ma la maggior parte avevano un promoter come Rod Laver, Roy Emerson, Ken Rosewall, Andrés Gimeno, Pancho Gonzales e Fred Stolle sotto contratto con la National Tennis League (NTL) di George McCall o i "fantastici otto" John Newcombe, Tony Roche, Nikki Pilic, Roger Taylor, Pierre Barthes, Earl Buchholz, Cliff Drysdale e Dennis Ralston, messi sotto contratto dal World Championship Tennis di Dave Dixon e Lamar Hunt verso fine anno.
L'anno successivo i giocatori WCT non poterono prendere parte al Roland Garros, mentre nel 1970 furono i tennisti della NTL a non partecipare agli Australian Open, mentre sia i primi che i secondi non parteciparono al Roland Garros.

### La nascita del Grand Prix
Con l'avvento dell'era Open i due circuiti cominciarono a dominare la scena. Per contrastare il loro monopolio l'ex giocatore Jack Kramer nel 1969 concepì il Grand Prix Tennis che lui descrisse come "una serie di tornei con un montepremi suddiviso sulla base di un sistema di punti. Questo dovrebbe incoraggiare i migliori giocatori a competere regolarmente nel circuito, così da ottenere una parte del montepremi e qualificarsi per un torneo speciale che rappresenterebbe il culmine dell'annata".
Nel 1970 solo pochi giocatori sotto contratto parteciparono al Roland Garros. L'International Lawn Tennis Federation (ILTF), precorritrice dell'International Tennis Federation, allarmata dal potere dei procuratori approvò la proposta di Kramer e il 28 aprile successivo il British Hard Court Championships di Bournemouth diventò il primo dei ventisette tornei del circuito, tra i quali il Roland Garros, il torneo di Wimbledon e gli US Open. I tornei erano aperti anche ai tennisti degli altri circuiti.

### La rivalità tra la federazione internazionale e il WCT, la nascita dell'ATP
Il World Championship Tennis partì ufficialmente nel febbraio 1968, un mese dopo fu disputato il primo torneo della National Tennis League, che nella primavera del 1970 fu assorbita dal WCT.
Nel 1971 facevano parte di questo circuito venti tornei più il torneo di fine anno che si disputava in novembre. All'inizio di quella stagione furono invitati a prendere parte a questi tornei i migliori 32 di una classifica maschile stilata da una giuria di giornalisti ma giocatori quali Ilie Năstase, Stan Smith, Jan Kodeš, Željko Franulović e Clark Graebner rifiutarono scegliendo di rimanere indipendenti.
Del WCT facevano parte gli Australian Open, mentre gli altri tre tornei dello slam erano Grand Prix. I contrasti tra l'ILTF, organizzatrice del circuito Grand Prix, e il WCT furono talmente forti che Ken Rosewall, Andrés Gimeno, Rod Laver, Roy Emerson e altri giocatori sotto contratto non poterono partecipare agli US Open. In più quell'anno nacque un altro circuito professionistico, l'U.S. Indoor Circuit gestito da Bill Riordan, che successivamente sarà il manager di Jimmy Connors.
Nel 1972 la "guerra" sfociò in un'esclusione dei giocatori sotto contratto per i tornei Grand Prix, limitazione alla quale il WCT rispose vietando ai propri giocatori di disputare tornei dell'altro circuito tra i quali Roland Garros e Wimbledon, ma agli US Open presero parte quasi tutti i tennisti che crearono il proprio sindacato, l'Association of Tennis Professionals (ATP).

### La fusione
Nel 1973 la situazione vedeva la presenza di quattro circuiti professionistici: i due principali erano il WCT e il Grand Prix, e c'erano anche l'U.S. Indoor Circuit e l'European Spring Circuit. Nell'aprile 1972 fu siglato un accordo tra l'ILTF e il WCT con cui a partire dalla stagione 1973 il circuito del WCT si tenne da gennaio a maggio e quello del Grand Prix nei restanti mesi dell'anno. Nel 1978 i due circuiti principali si fusero e si separarono nuovamente nel 1982, l'annuncio del ritiro del WCT e il nuovo calendario per il 1982 fu dato nell'aprile 1981 da Lamar Hunt che accusò il Men's Professional Council, l'organo amministratore del Grand Prix, di aver posto troppe restrizioni ai tornei WCT. La disputa tra le due organizzazioni fu risolta nel novembre 1983 con un accordo che portò al reintegro dei tornei WCT nel circuito Grand Prix a partire dal 1985. Il Grand Prix diventò il circuito principale, gestito dal Men's International Professional Tennis Council (MIPTC), in seguito rinominato Men's Tennis Council (MTC).

### L'ATP
Con la prima edizione dell'ATP Tour programmata per il 1990, il 1989 fu l'ultima stagione sia per il circuito Grand Prix sia per il WCT. Nel 1990, l'ATP guidata da Hamilton Jordan, rimpiazzò l'MTC come organo di governo del circuito professionistico maschile. Nel 1990 i nove principali tornei Grand Prix andarono a formare una categoria all'interno del primo ATP Tour, conosciuta come Championship Series - Singola settimana, ma l'etichetta Grand Prix fu utilizzata fino al 1997 per indicare i tornei di maggior prestigio dopo quelli del Grande Slam. Nel 1998 dodici dei più importanti tornei di quel circuito andarono a costituire la categoria ATP International Series Gold mentre gli altri, circa una cinquantina, diventarono International Series.